# Pedra Lavrada
Pedra Lavrada este un oraș în Paraíba (PB), Brazilia.